# دریای اسکوشیا

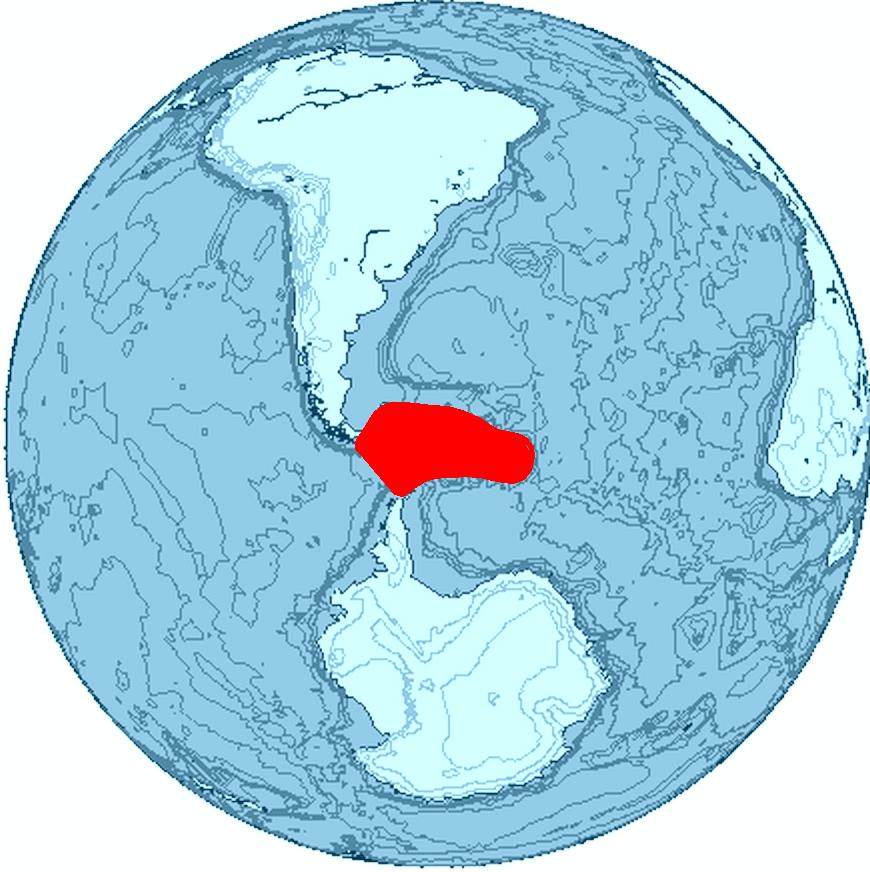
موقعیت دریای اسکوشیا بر روی کرهٔ زمین

دریای اسکوشیا (به انگلیسی: Scotia Sea) بخشی از آب‌های اقیانوس اطلس جنوبی در منطقهٔ جنوبگان است که مساحتی پیرامون ۳۵۰٬۰۰۰ مایل مربع (بیش از ۹۰۰٬۰۰۰ کیلومتر مربع) از این منطقه را در بر می‌گیرد. مجموعه‌ای از جزایر موسوم به قوس اسکوشیا در شمال، شرق و جنوب این دریا قرار دارند و برآمدگی‌ای ناپیوسته که به سمت شمال غربی تمایل دارد، محدودهٔ غربی آن را شکل داده و حوضهٔ آبریز آن را از گذرگاه دریک جدا می‌سازد. در عین حال دریای اسکوشیا خود توسط برآمدگی‌ای که جورجیای جنوبی را به جزایر اورکنی جنوبی متصل می‌سازد به دو حوضهٔ آبریز کوچکتر موسوم به حوضهٔ غربی اسکوشیا که بزرگتر است و حوضهٔ شرقی اسکوشیا تقسیم شده‌است.
آب‌های این دریا به‌طور معمول بین ۳٬۰۰۰ تا ۴٬۰۰۰ متر عمق دارد اما در شرق آن و در امتداد قوس آتشفشانی جزایر ساندویچ جنوبی ژرفایی بیش از ۷٬۹۰۰ متر می‌یابد.

## تاریخچهٔ اکتشاف‌ها و نامگذاری
نام دریای اسکوشیا برگرفته از نام کشتی‌ای به همین نام (اسکوشیا) است که در فاصلهٔ سال‌های ۱۹۰۲ تا ۱۹۰۴ مورد استفادهٔ گروه اکتشافی اسکاتلندی در جنوبگان به فرماندهی ویلیام اس بروس قرار داشت. بااین‌وجود تاریخچهٔ عملیات اکتشافی در این دریا به سدهٔ هفدهم میلادی می‌رسد و در سده‌های هجدهم و نوزدهم نیز جستجویی بی‌امان برای یافتن ذخایر جدید و غنی‌تری از نهنگ و فک در دریای اسکوشیا انجام گرفت. اما کار شکار فک و نهنگ تا اواسط سدهٔ بیستم در این دریا کاهش یافت و کارهای اکتشافی بعدی تا حد بسیاری پایهٔ علمی داشت. همچنین منطقهٔ این دریا در طی و پس از سال بین‌المللی ژئوفیزیک (۱۹۵۷–۱۹۵۹) مورد کاوش گستردهٔ گروه‌های علمی عمدتاً آرژانتینی، آمریکایی، بریتانیایی و شیلیایی قرار گرفت.

## پوشش گیاهی و جانوری
از نظر آب و هوایی بخش شمالی قوس اسکوشیا که جورجیای جنوبی را نیز شامل می‌شود در منطقهٔ نیمه قطبی قرار دارد و بازوی جنوبی آن واقع در جنوب همگرایی جنوبگان در منطقهٔ سرد قطبی قرار می‌گیرد. بدین ترتیب جورجیای جنوبی دارای پوشش گیاهی توندرامانند غنی‌ای شامل ۵۰ گونه گیاه آوندی است در حالی‌که جزیره‌هایی همچون اورکنیز جنوبی و شتلندز جنوبی که در منطقهٔ قطبی قرار دارند تنها مجموعه‌هایی بَدَوی از گیاهانِ عمدتاً بی‌دانه‌ای همچون گلسنگ، خزه و جلبک را شامل می‌شوند. با این حال گونه‌های بسیاری از پرندگان که بیشترشان را مرغان دریایی تشکیل می‌دهند از جمله مرغ‌های طوفان، پنگوئن‌ها، مرغ‌های نوروزی و چلچله‌های دریایی ساکن این نواحی هستند. همچنین در حدود ۱۰۰ گونهٔ ماهی و چندین گونهٔ نهنگ و فک در جنوب منطقهٔ همگرایی قطبی یافت می‌شود.
بااین‌وجود شکار پستانداران قطبی به‌دست انسان باعث کاهش شدید تعداد آنان در این منطقه شده و بسیاری از آنان تقریباً به مرز انقراض نسل رسیده‌اند. همچنین رهاسازی تصادفی جانورانی همچون گربه، سگ و موش در این منطقه، حیات پرندگانی را که بر روی زمین آشیان می‌کنند را در برخی از جزایر دریای اسکوشیا در معرض خطر قرار داده‌است.

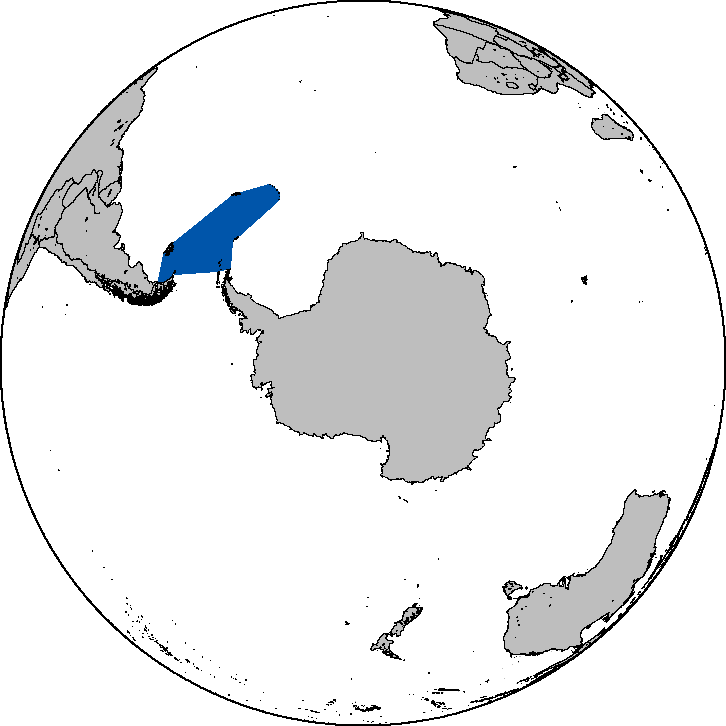
محل دریا
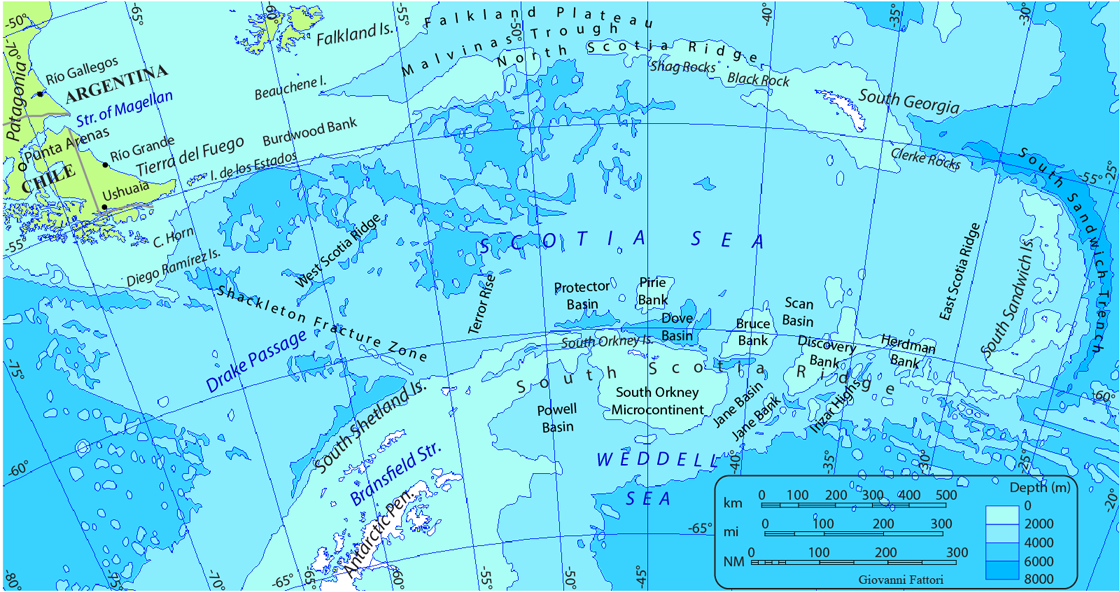
جزئیات جغرافیایی
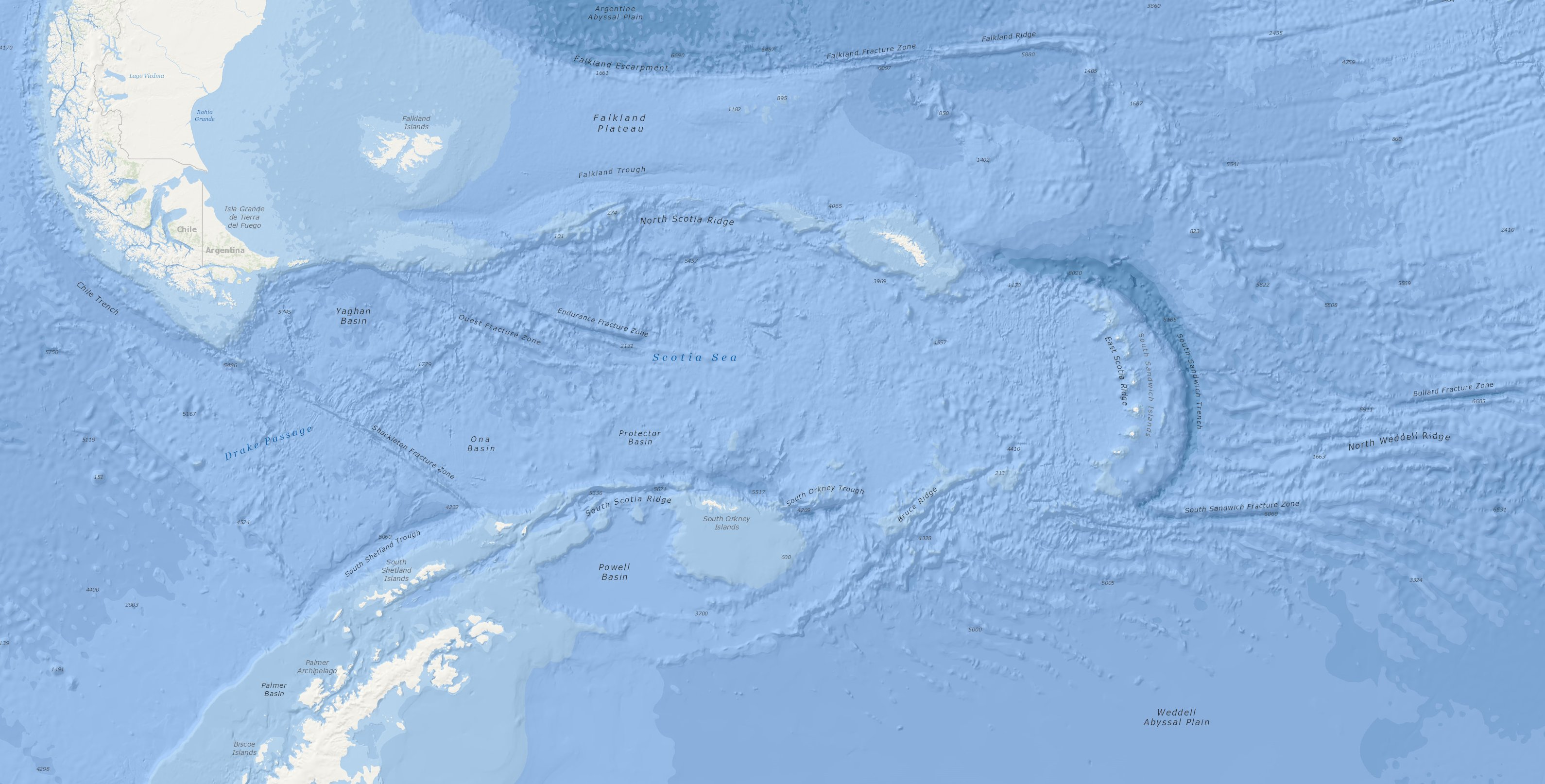
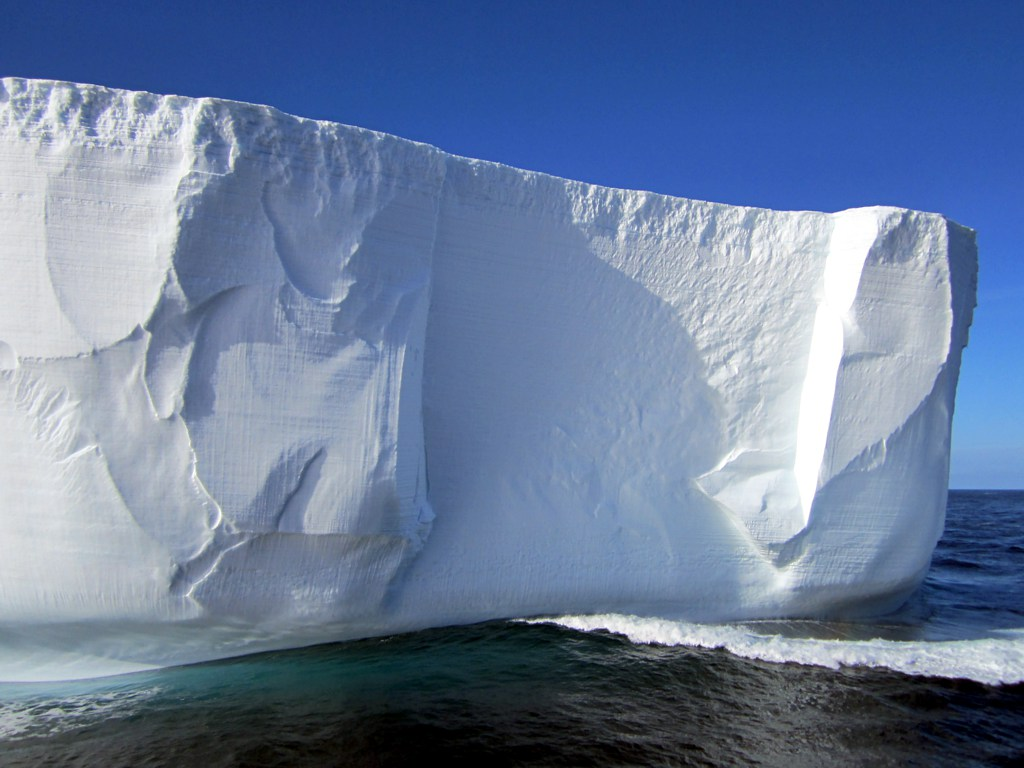
یخ‌های شناور اسکوشیا